# Marathon van Eindhoven 2011
De marathon van Eindhoven 2011 werd gelopen op zondag 9 oktober 2011. Het was de 28e editie van deze marathon.
De Keniaan Jared Chirchir Kipchumba kwam bij de mannen als eerste over de streep in 2:05.48. Zijn landgenote Georgina Rono won bij de vrouwen in 2:24.33.
In totaal bereikten 1278 marathonlopers de finish van deze wedstrijd. Naast de hele stond er deze editie ook een halve marathon op het programma die bij de vrouwen werd gewonnen door Sifan Hassan in 1:17.10.

## Uitslagen

### Mannen
| rang   | naam                     | land | tijd    |
| ------ | ------------------------ | ---- | ------- |
| Goud   | Jared Chirchir Kipchumba | KEN  | 2:05.48 |
| Zilver | Nathaniel Kipkosgei      | KEN  | 2:06.28 |
| Brons  | Michael Kipyego Kipkorir | KEN  | 2:06.48 |
| 4      | Tadese Tola              | ETH  | 2:07.13 |
| 5      | Charles Munyeki Kiama    | KEN  | 2:08.04 |
| 6      | Augustine Rono Sembri    | KEN  | 2:08.05 |
| 7      | Deriba Robe Melka        | ETH  | 2:08.40 |
| 8      | Edwin Koech Kutto        | KEN  | 2:08.57 |
| 9      | Dadi Yami Gemeda         | KEN  | 2:11.04 |
| 10     | Julius Arile             | KEN  | 2:12.33 |
| 11     | Jairus Chanchima         | KEN  | 2:13.53 |
| 12     | Nahashon Kimaiyo         | KEN  | 2:13.59 |
| 13     | Fred Kosgei              | KEN  | 2:14.37 |
| 14     | Stanley Rono             | KEN  | 2:16.15 |
| 15     | Lander Van Droogenbroeck | BEL  | 2:16.18 |

### Vrouwen
| rang   | naam                    | land | tijd    |
| ------ | ----------------------- | ---- | ------- |
| Goud   | Georgina Rono           | KEN  | 2:24.33 |
| Zilver | Shitaye Bedaso          | ETH  | 2:25.09 |
| Brons  | Feyse Tadese            | ETH  | 2:25.20 |
| 4      | Rael Kiyara Nguriatukei | KEN  | 2:25.23 |
| 5      | Hilda Kibet             | NED  | 2:26.36 |
| 6      | Melkaw Gizaw            | ETH  | 2:26.52 |
| 7      | Joyce Kandie            | KEN  | 2:33.56 |
| 8      | Viola Kimeto            | KEN  | 2:45.16 |
| 9      | Catherine Lallemand     | BEL  | 2:47.20 |
| 10     | Els Rens                | BEL  | 2:47.22 |

1959 ·
1960 ·
1982 ·
1984 ·
1986 ·
1988 ·
1990 ·
1991 ·
1992 ·
1993 ·
1994 ·
1995 ·
1996 ·
1997 ·
1998 ·
1999 ·
2000 ·
2001 ·
2002 ·
2003 ·
2004 ·
2005 ·
2006 ·
2007 ·
2008 ·
2009 ·
2010 ·
2011 ·
2012 ·
2013 ·
2014 ·
2015 ·
2016 ·
2017 ·
2018 ·
2019 ·
2020 ·
2021 ·
2022 ·
2023 ·
2024 ·
2025